# Parafia św. Franciszka z Asyżu w Barzowicach
Parafia pw. św. Franciszka z Asyżu w Barzowicach – parafia należąca do dekanatu Darłowo, diecezji koszalińsko-kołobrzeskiej, metropolii szczecińsko-kamieńskiej. Została utworzona w 1968. Siedziba parafii mieści się pod numerem 45.

## Miejsca święte

### Kościół parafialny
Kościół pw. św. Franciszka z Asyżu w Barzowicach
Kościół parafialny został zbudowany w stylu gotyckim, murowany z cegły na podmurówce kamiennej.

### Kościoły filialne i kaplice
- Kościół pw. Wniebowzięcia Najświętszej Maryi Panny w Chudaczewie
- Kościół pw. Matki Bożej Częstochowskiej w Starym Krakowie

## Galeria

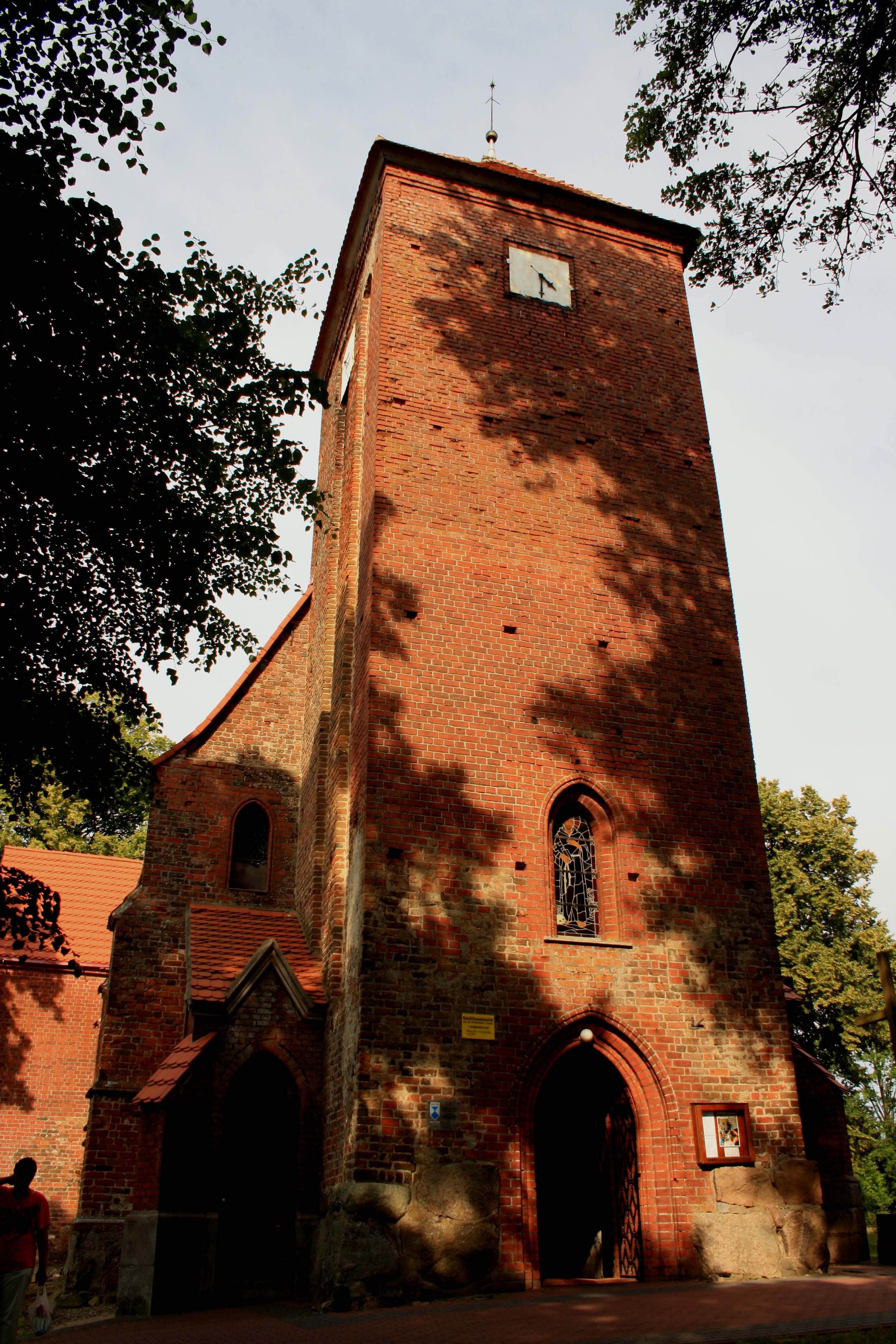
Kościół św. Franciszka z Asyżu w Barzowicach
Tabliczka
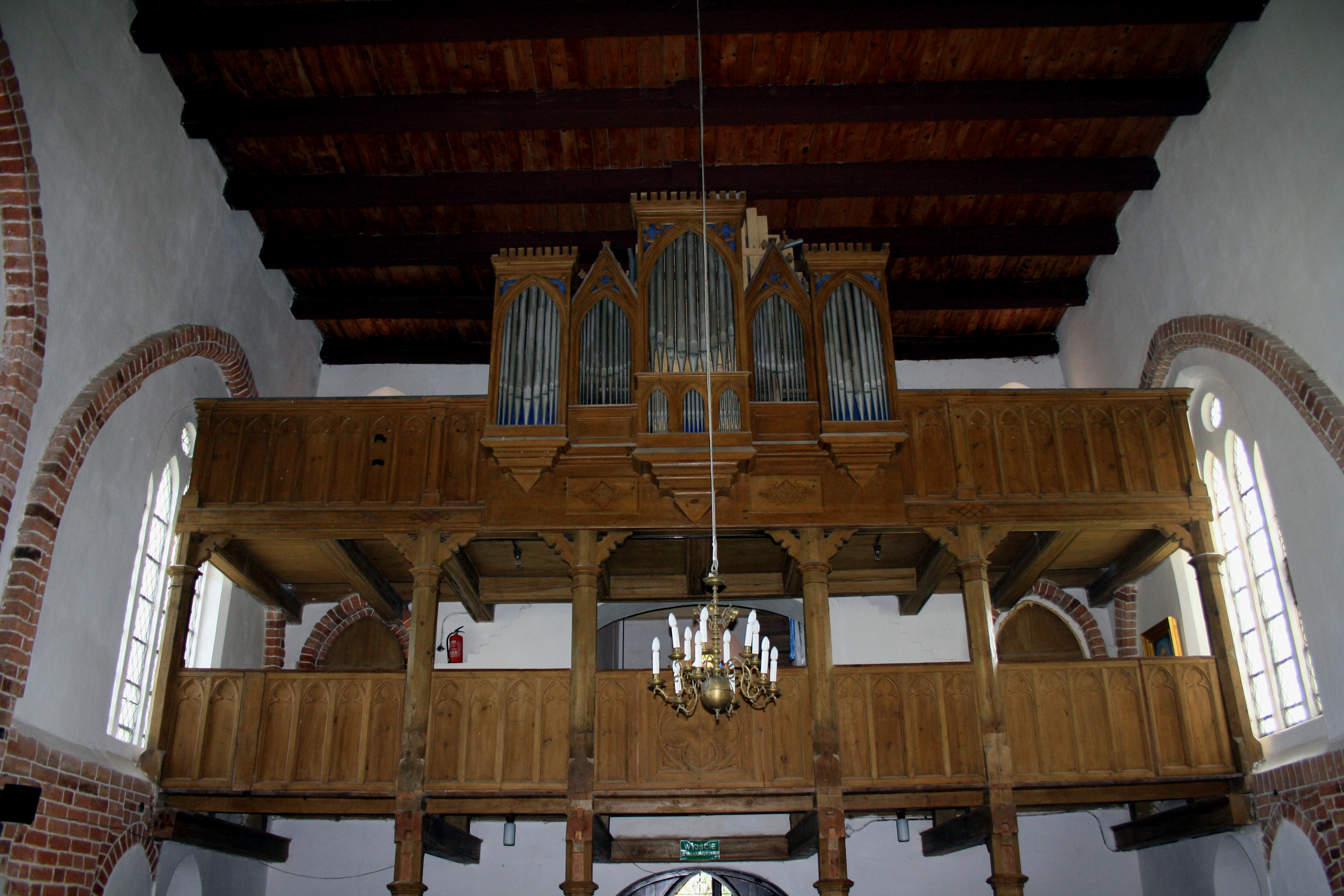
Chór
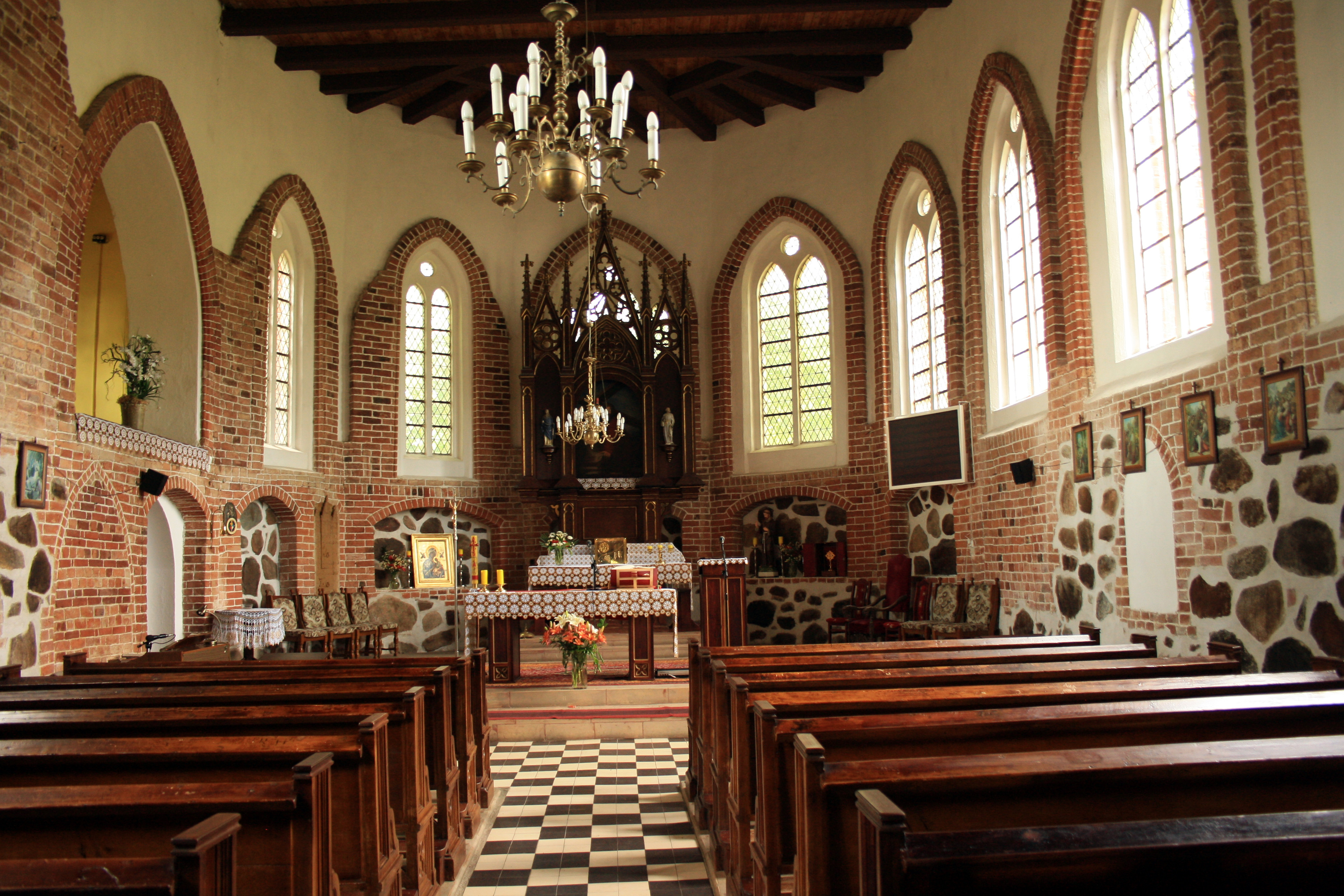
Wnętrze świątyni
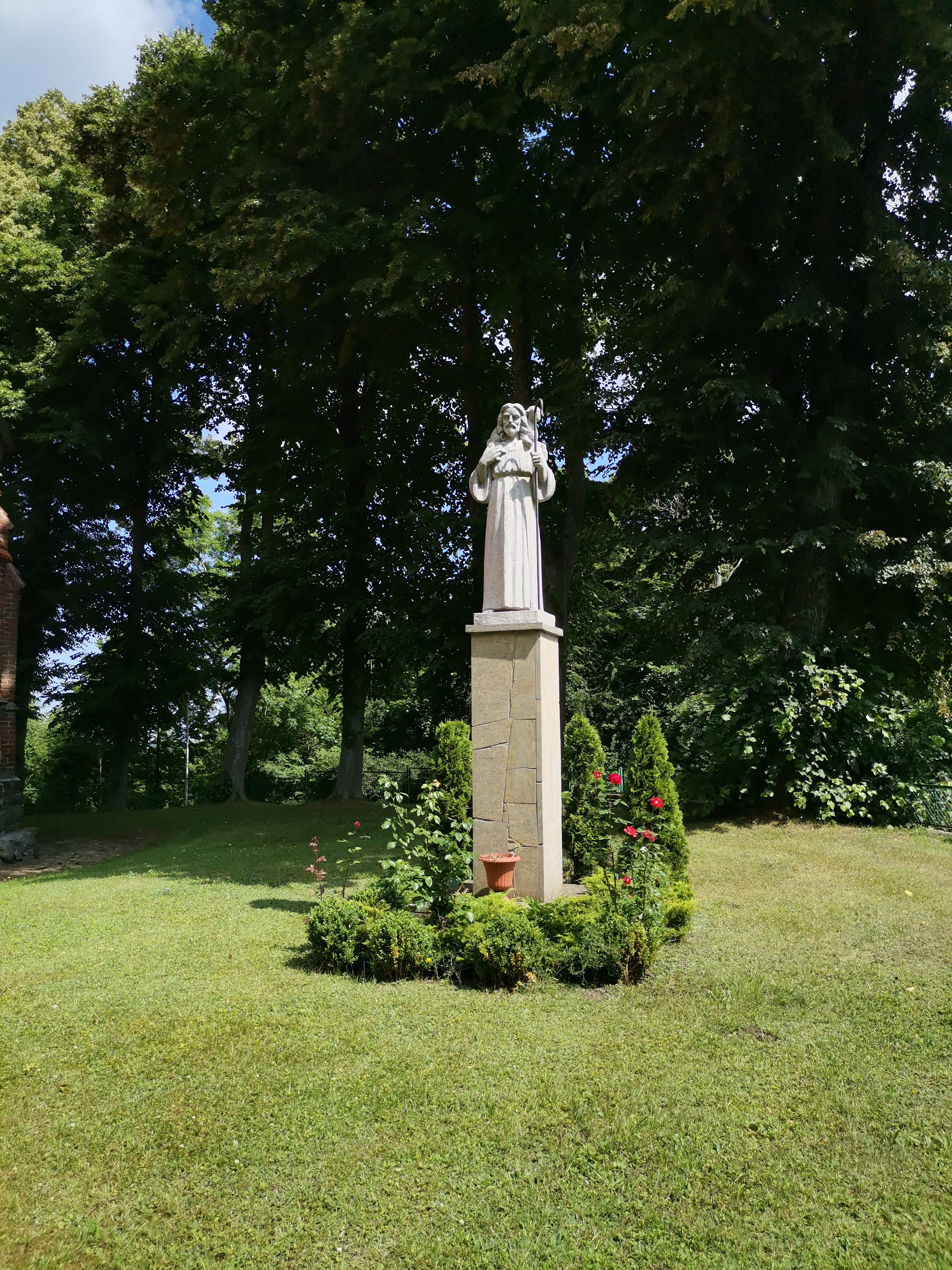
Figura przy kościele
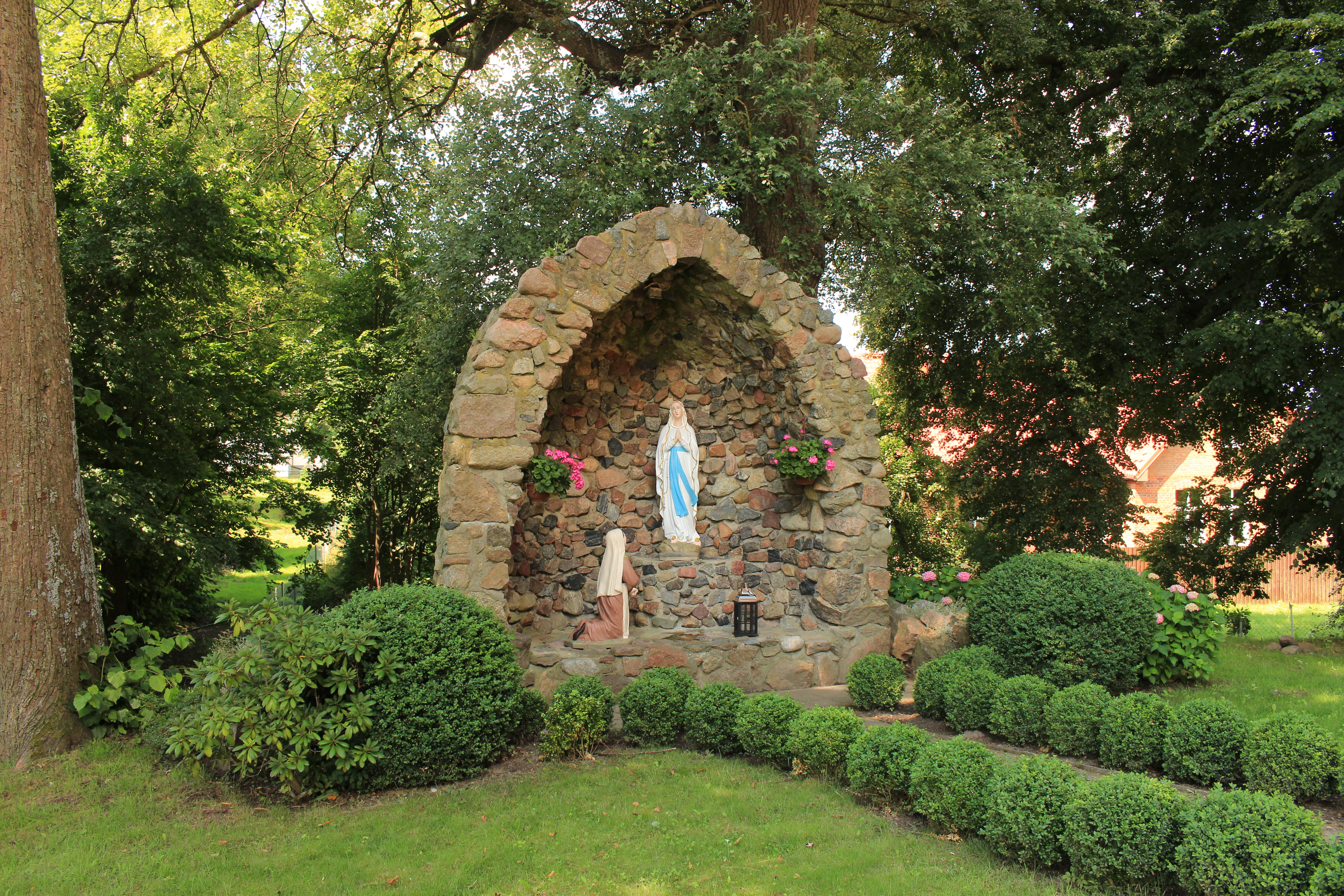
Kapliczka przed wejściem do kościoła
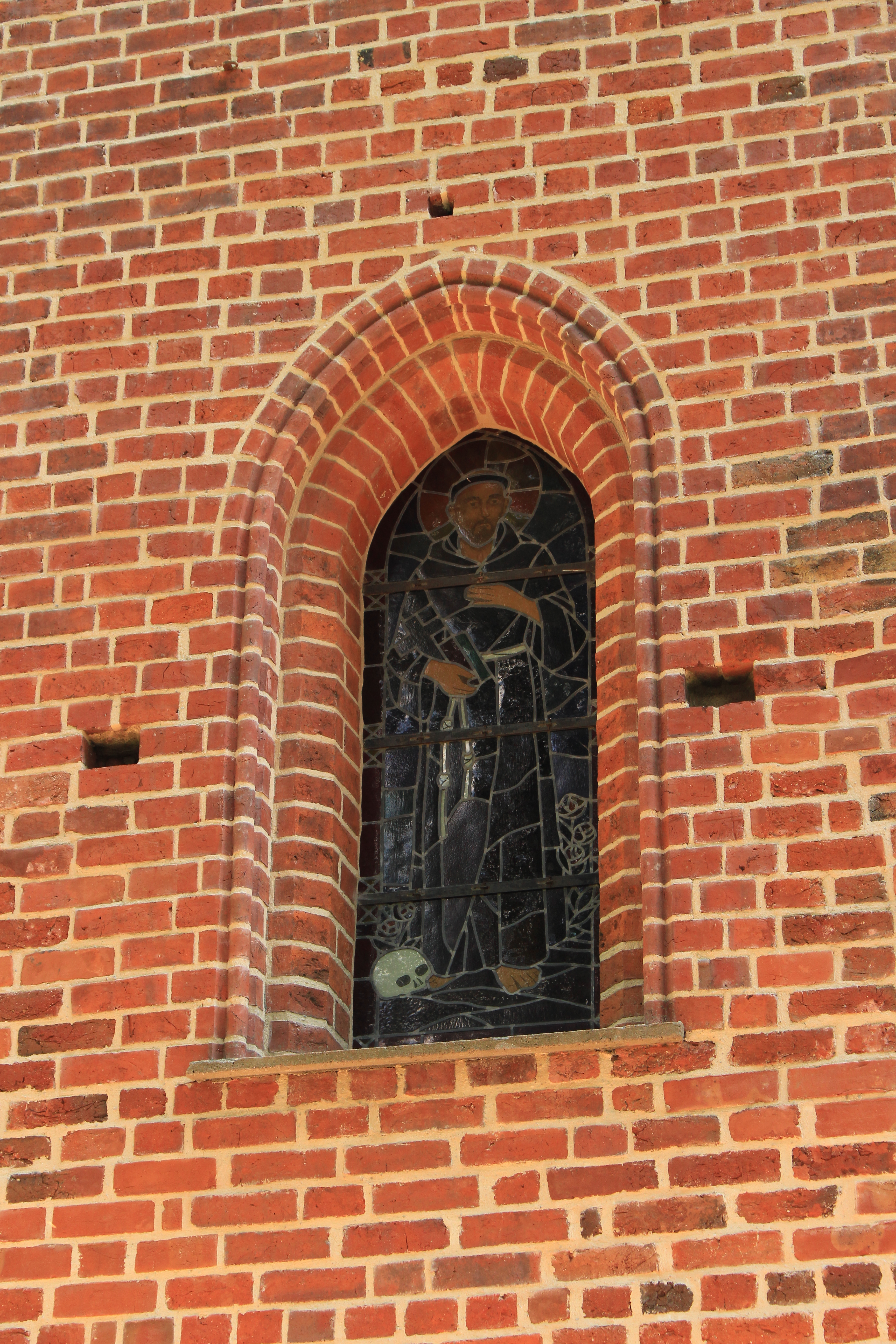
Witraż Św. Franciszka z Asyżu
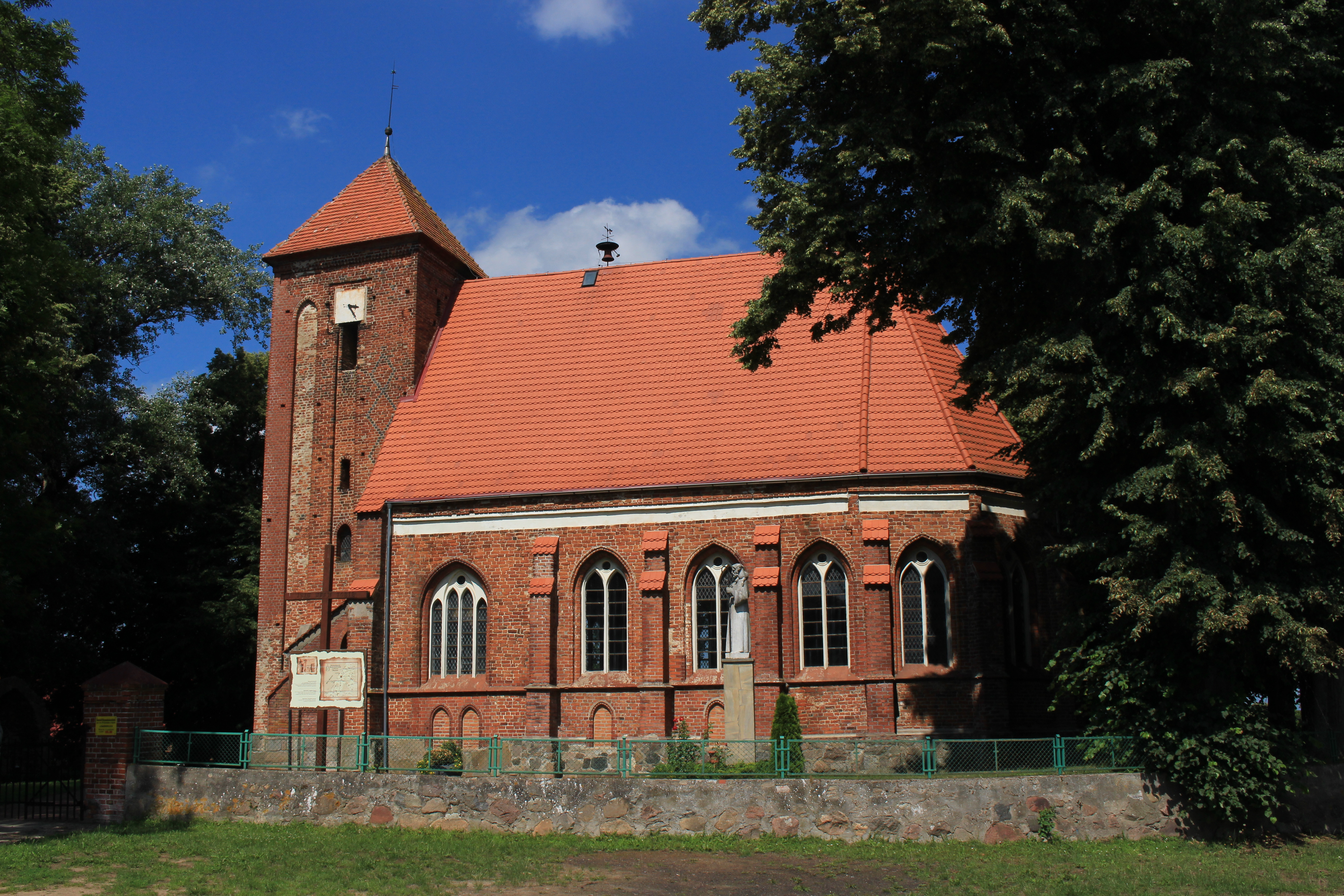
Widok kościoła od strony remizy OSP
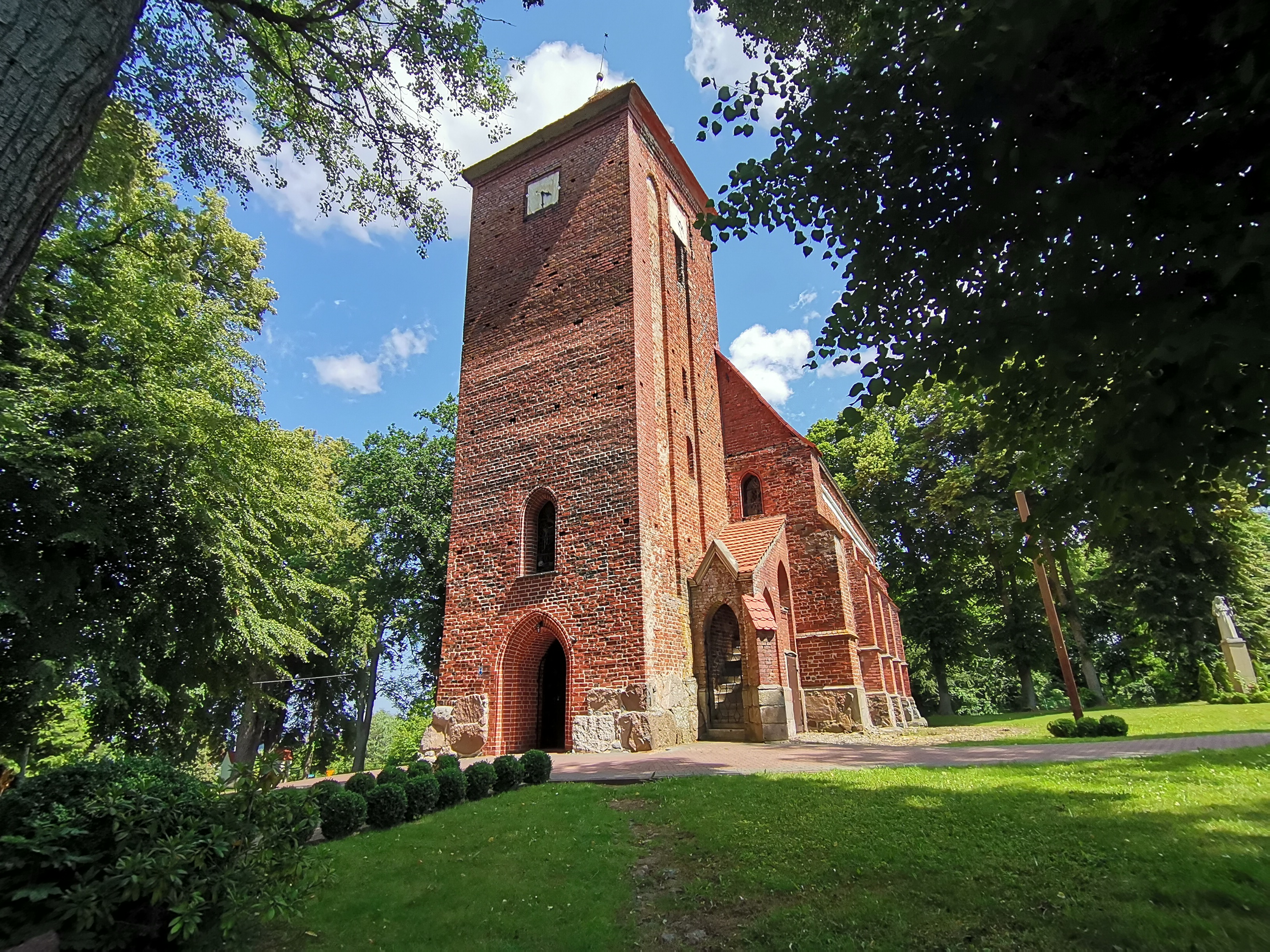
Widok kościoła od frontu
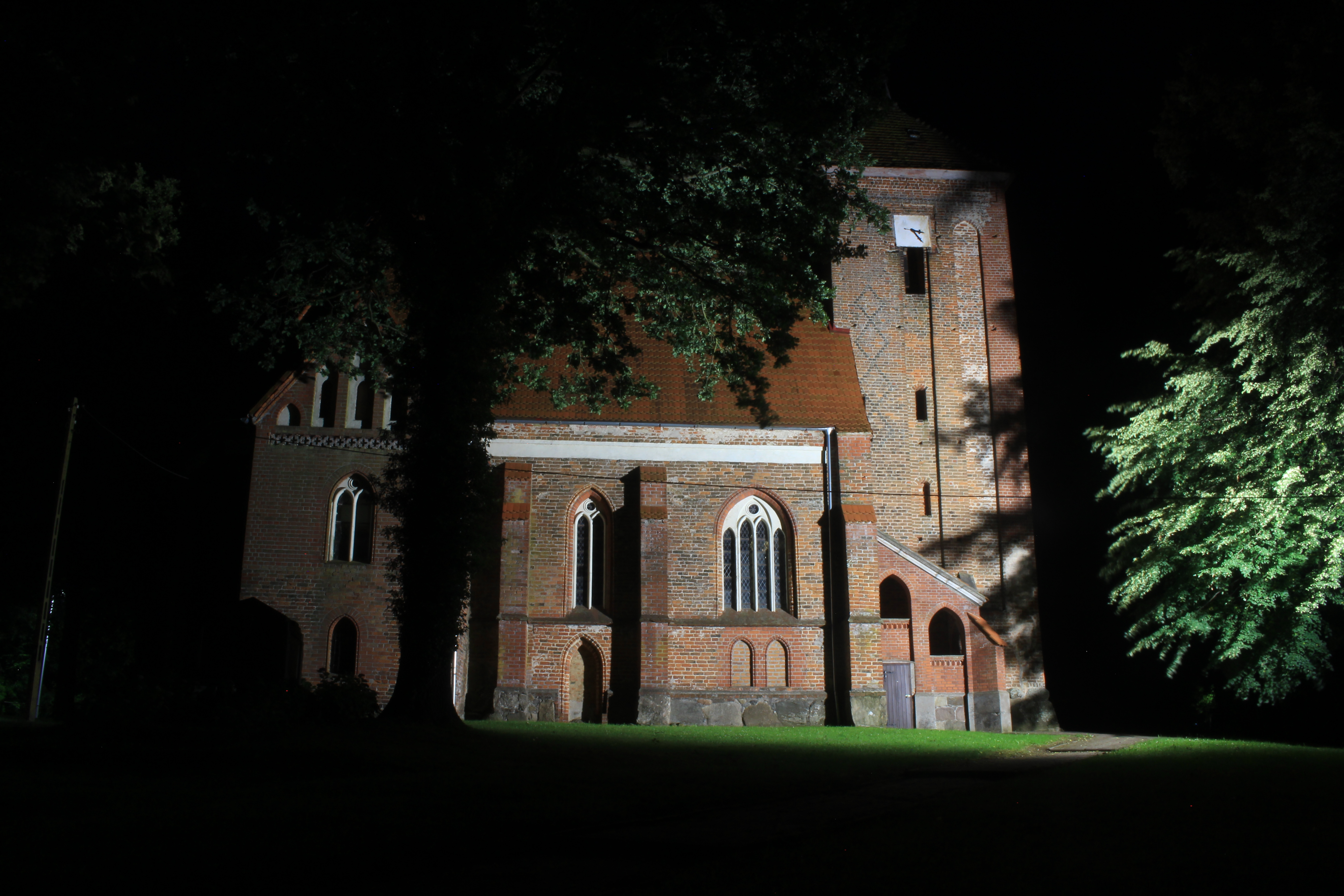
Iluminacja kościoła